# Pisia (dopływ Brynicy)
Pisia (Pissa) – rzeka, lewobrzeżny dopływ Brynicy o długości 33,7 km i powierzchni zlewni 150,5 km².
We wsiach Pólko, Gołkówko i Bachor wody rzeki są spiętrzone. Młyn wodny znajdujący się we wsi Gołkówko piętrzy wodę na wysokość 1,0 m i szerokość 5 m, tworząc rozlewisko. W Bachorze znajduje się drugi młyn piętrzący wodę również na wysokość 1,0 m, tworzący rozlewisko o szerokości 8,0 m, długość 50 m. We wsi Pólko jest trzeci młyn wodny. Odcinki rzeki o zwiększonym spadku wykorzystano do produkcji energii elektrycznej. Małe elektrownie wodne funkcjonują w Bachorze (15 kW) i Gołkówku (12 kW). Spadek rzeki w całym jej biegu kształtuje się w granicach 2,60‰ do 6,63‰, w zależności od obszaru przez który przepływa. Głębokość rzeki wynosi od 0,3 m do 1,0 m, szerokość koryta od 2 m do 8 m. Rzeka miejscami tworzy meandry i przepływa przez głęboko wcięte, czasami szerokie doliny. W odcinku ujściowym zasilana jest przez liczne wysięki, występujące w krawędziowej strefie wysoczyzny i uchodzi do Brynicy na obszarze podmokłych łąk na wysokości 73,8 m n.p.m. w okolicach wsi Bartniczka, osiągając na tym odcinku przepływ ok. 0,8 m³/s, szerokość koryta 2,5 m i głębokość 1,0 m.
Jan Długosz w swych kronikach podaje, że rzeka była również nazywana Pysz.